# Akhisar
Akhisar (deutsch: Weiße Burg oder Helle Burg) ist eine Stadtgemeinde (Belediye) im gleichnamigen Ilçe (Landkreis) der Provinz Manisa in der türkischen Ägäisregion und gleichzeitig eine Gemeinde der 2012 geschaffenen Büyüksehir belediyesi Manisa (Großstadtgemeinde/Metropolprovinz). Seit der Gebietsreform 2013 ist die Gemeinde flächen- und einwohnermäßig identisch mit dem Landkreis.
Akhisar liegt im Nordwesten der Provinz und grenzt im Westen an die Provinz Izmir und im Norden an die Provinz Balıkesir. 

## Verwaltung
Akhisar bestand schon bei Gründung der Türkei 1923, der Kaza (Vorläufer des Kreises) hatte zur Volkszählung 1927 47.716 Einwohner, davon entfielen auf die Stadt (Şehir) 18.050 und auf die 77 Dörfer/Ortschaften 29.666 Einwohner.
Bis Ende 2012 bestand der Landkreis neben der Kreisstadt aus neun Stadtgemeinden (Belediye) Akselendi, Ballıca, Beyoba, Dağdere, Kayalıoğlu, Mecidiye, Medar, Süleymanlı und Zeytinliova sowie 86 Dörfern (Köy) in zwei Bucaks, die während der Verwaltungsreform 2013 in Mahalle (Stadtviertel/Ortsteile) überführt wurden. Die 14 bestehenden Mahalle der Kreisstadt blieben erhalten, während die Mahalle der anderen Belediye vereint und zu je einem Mahalle reduziert wurden. Durch Herabstufung der Belediye und der Dörfer zu Mahalle stieg deren Zahl auf 109 an. Ihnen steht ein Muhtar als oberster Beamter vor.
Ende 2020 lebten durchschnittlich 1.604 Menschen in jedem dieser Mahalle. Die bevölkerungsreichsten sind Hürriyet (22.056), Efendi (15.746), Reşat Bey (14.690), Atatürk (14.140), Ulu Camii (11.220) und Hacı İshak (10.958 Einw.).

## Geschichte
In der Antike hieß der Ort Thyatira, einige Ruinen sind heute noch nahe dem Zentrum der Stadt zu sehen. Akhisar wurde 1382 von den Osmanen erobert, ging aber in der Zeit des Mongoleneinfalls unter Timur wieder verloren. 1425/6 konnte es von Chalil Yakschi Beg wieder zurückerobert werden und gehörte bis 1921 zum Vilayet von Aydın, danach zu dem von Manisa. 1914 hatte die Stadt 12.000 Einwohner, von denen drei Viertel Muslime waren. 1935 betrug die Einwohnerzahl 21.000.

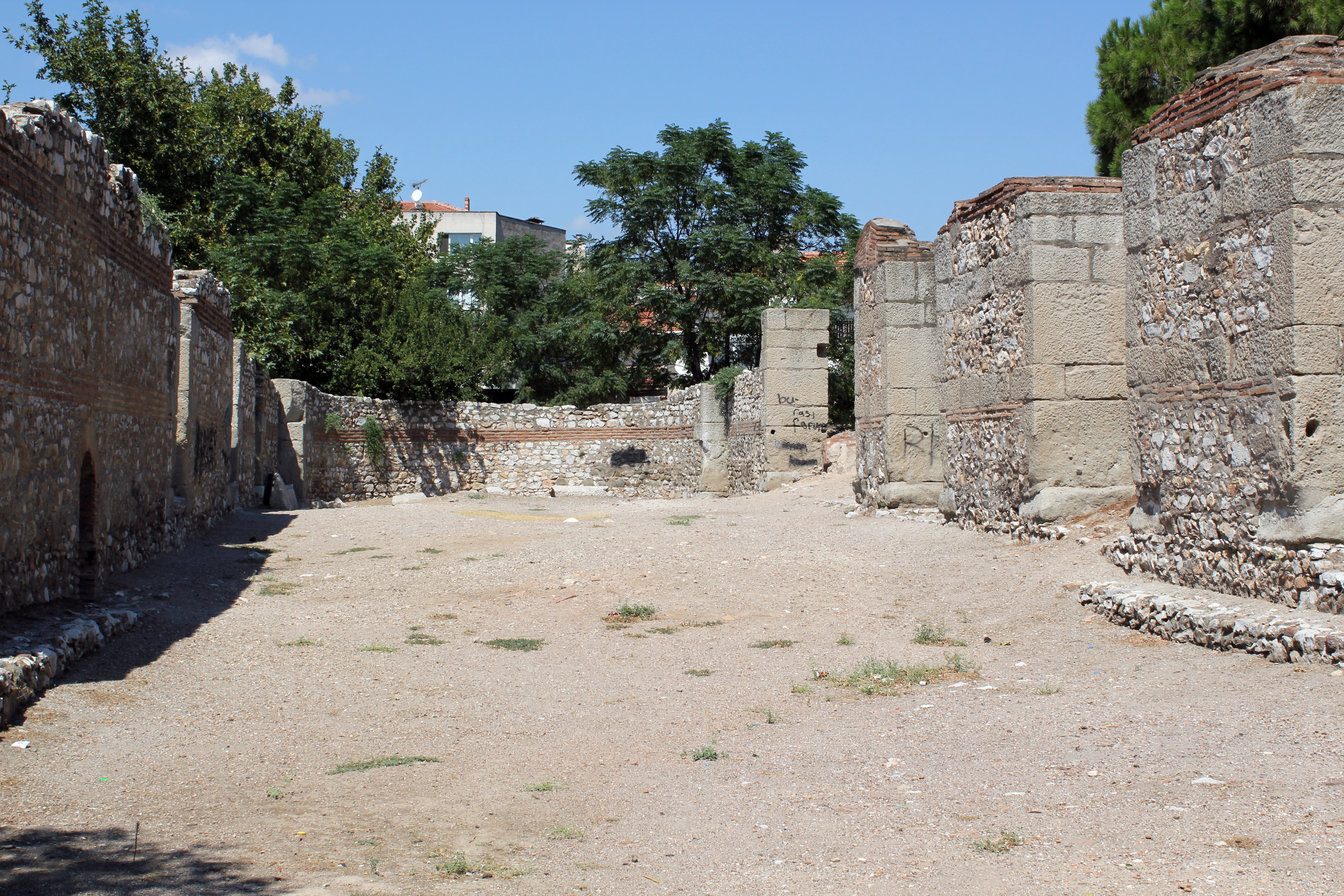
Ruinen der Basilika von Thyatira
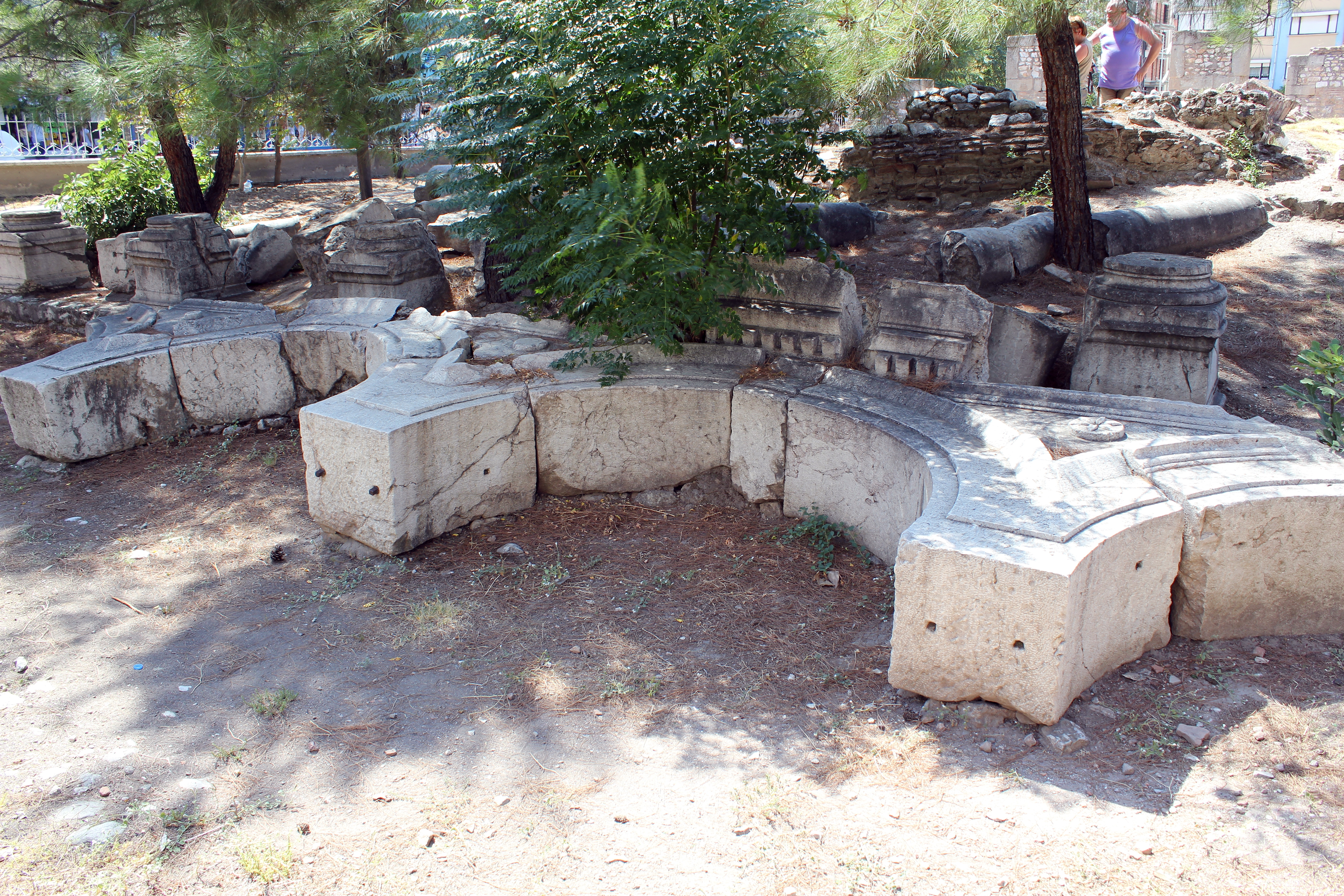
Arkaden aus den Thyatira-Ruinen
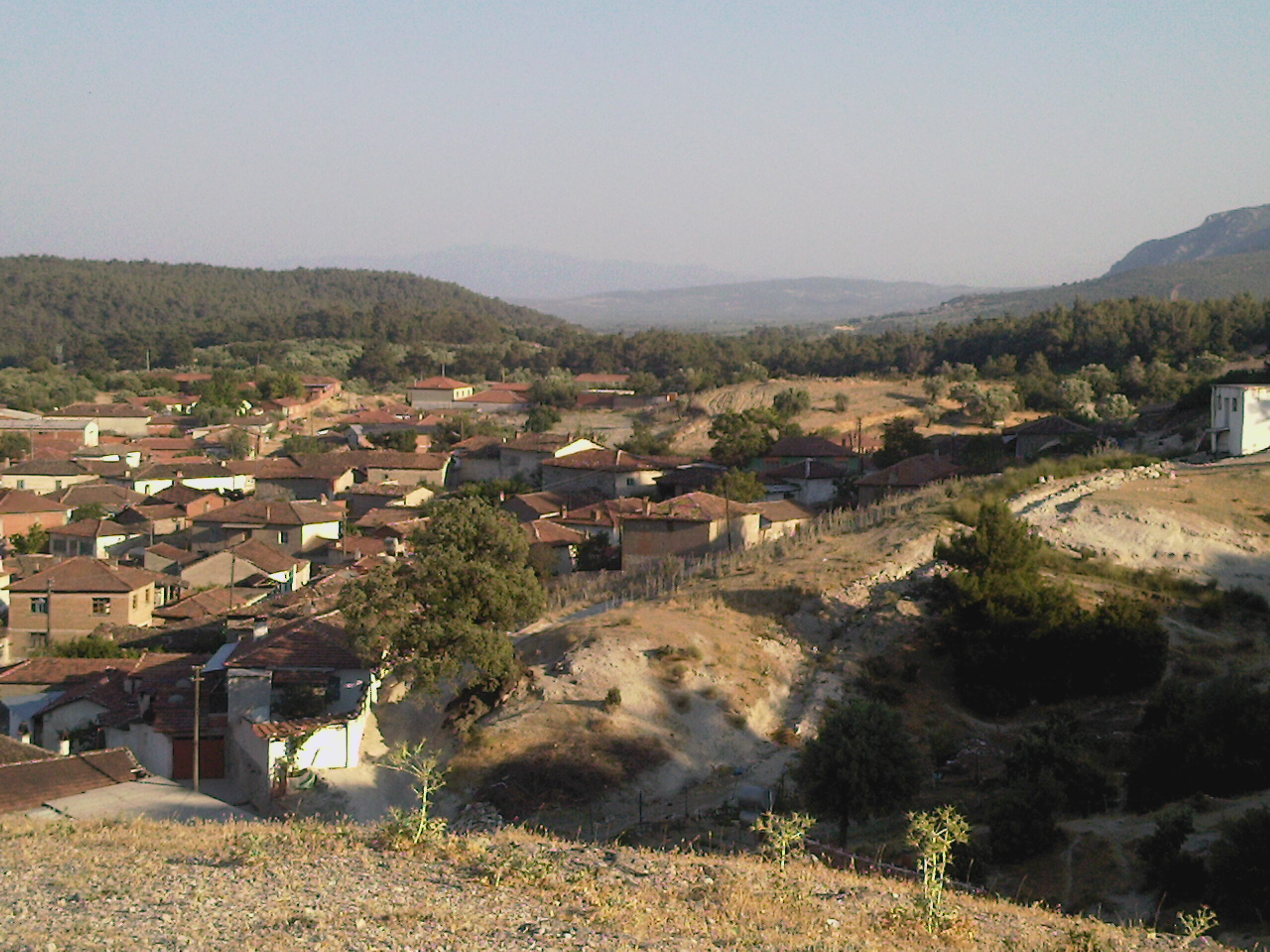
Süleymanköy
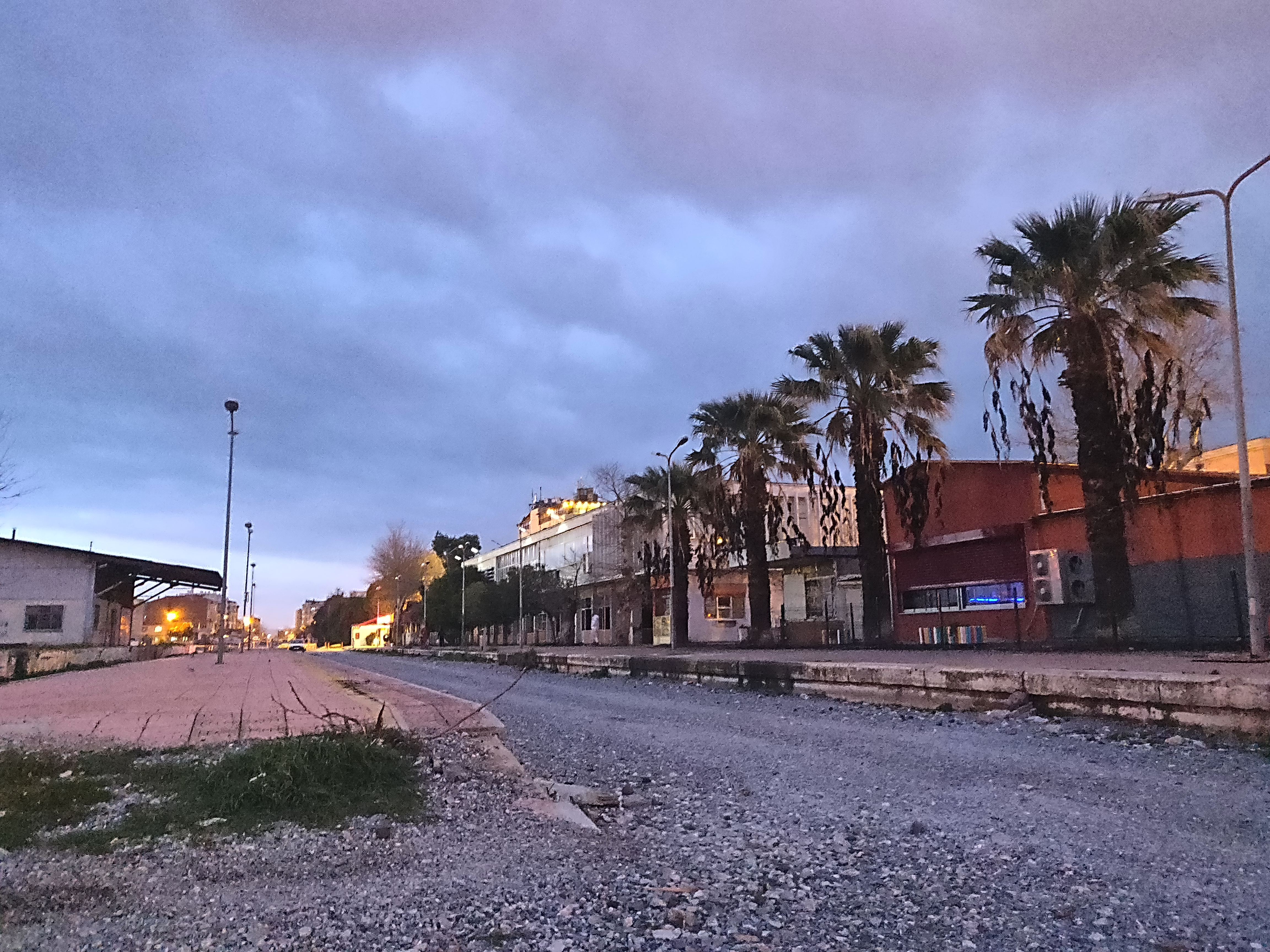
Alter Bahnhof
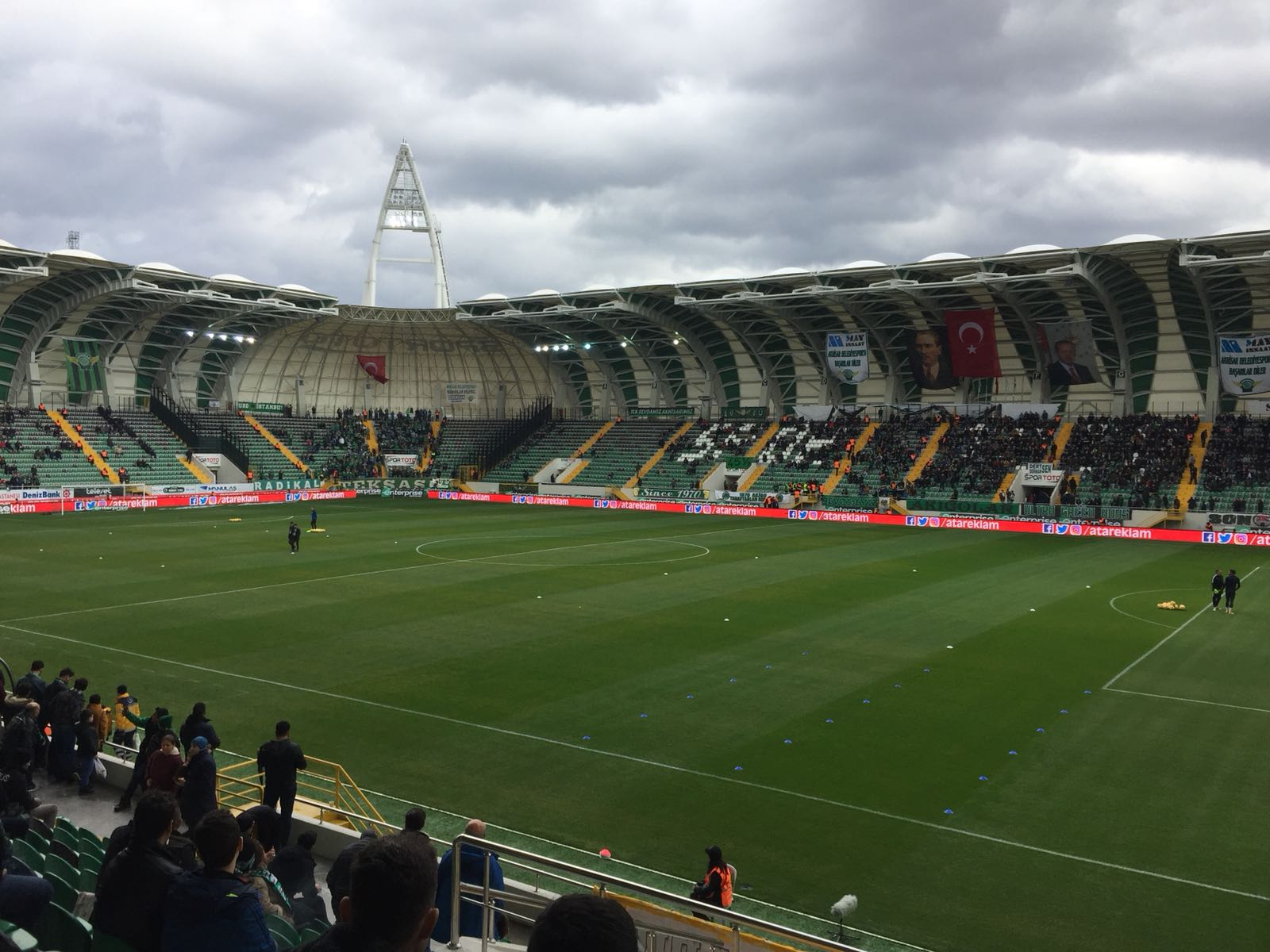
Innenansicht des Stadions

## Sport
Der 1970 gegründete ortsansässige Fußballverein Akhisar Belediyespor spielte seit den 1980er-Jahren vorwiegend in der dritten und in der vierten Liga, ehe er 2010 in die zweithöchste Spielklasse, die TFF 1. Lig, aufstieg. In seiner zweiten Zweitligasaison, der Spielzeit 2011/12, wurde der Akhisar Belediyespor Meister der TFF 1. Lig und stieg erstmals in die Süper Lig auf. Diese Erstligateilnahme des Vereins führte auch dazu, dass der Bekanntheitsgrad des Ortes stieg. 2018 gewann der Verein erstmals den türkischen Pokal.

## Gastronomie
Die Stadt ist landesweit bekannt für ihre Akhisar Köfte, eine besondere Sorte der als Köfte bekannten türkischen Hackfleischbällchen.

## Söhne und Töchter der Stadt
- Kibariye (* 1960), Sängerin
- Aykut Kayacık (* 1962), deutscher Schauspieler und Regisseur
- İlker Meral (* 1971), Fußballschiedsrichter
- Oğuz Sabankay (* 1987), Fußballspieler
- Hakan Ateş (* 1988), Fußballspieler